# Otto Theodor von Seydewitz

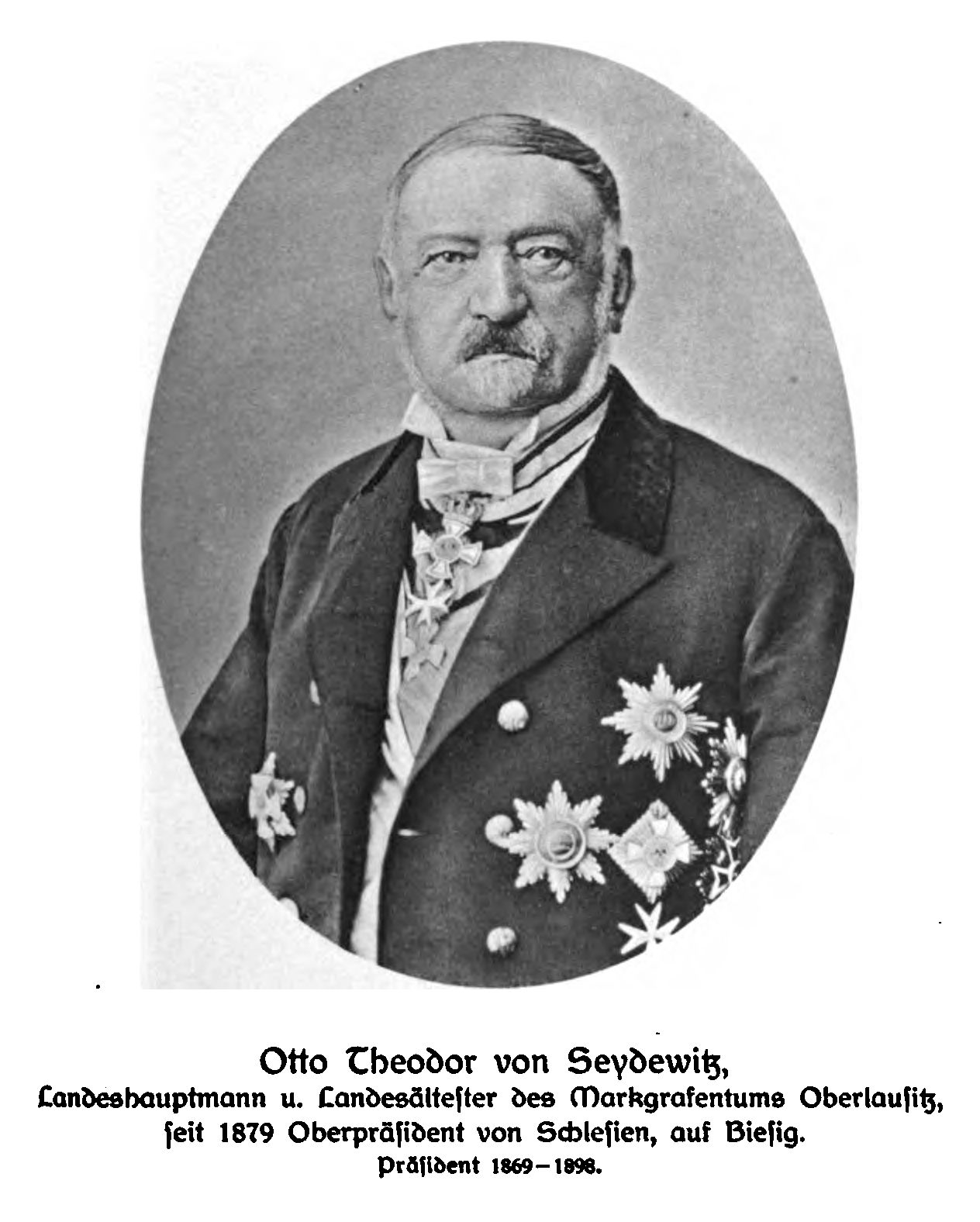
Otto Theodor von Seydewitz.

Otto Theodor von Seydewitz, född 11 september 1818 i Großbadegast (Anhalt), död 12 november 1898 i Biesig vid Reichenbach, var en preussisk politiker.
Seydewitz inträdde 1840 i preussisk statstjänst och hade avancerat till Landeshauptmann i Oberlausitz, då han 1867 invaldes i Nordtyska förbundets riksdag. Han var ledamot av denna, och sedermera tyska riksdagen 1867–84 och 1887–90. Som ledare för dess konservativa parti spelade han en visserligen inte framträdande, men dock inflytelserik roll. År 1879 var han riksdagens president. Sedan 1891 var han ledamot av preussiska herrehuset. Åren 1879–94 var han överpresident i Schlesien.